# Ginga Densetsu Weed
Ginga Densetsu Weed (銀牙伝説ウィード, Ginga Densetsu Uīdo, lit. Silver Fang Legend Weed) est un manga de Yoshihiro Takahashi. Il a été prépublié par Nihon Bungeisha dans le magazine Weekly Manga Goraku depuis 1999 puis rassemblé en 60 volumes reliés depuis août 2009. C'est la suite de Ginga Nagareboshi Gin, suivant les aventures de Weed, le fils de Gin.
Ginga Densetsu Weed a été adapté en tant que série d'anime produite par Studio Deen et diffusée sur Animax en novembre 2005.

## Synopsis
Il y a quatorze ans, un démon-ours nommé Akakabuto semait la terreur et le chaos sur le mont Ohu, un paradis terrestre pour chiens. Gin, un akita à rayures, un humain et 750 autres chiens-guerriers (dont quelques rares femelles) venus des quatre coins du monde, l'affrontaient et finissaient par le vaincre. Quatorze ans plus tard naît le fils de Gin, Weed. L'histoire commence quand sa mère, Sakura, est emportée par une maladie. Il rencontre de nombreux chiens dont Smith, Jerome, Kyôshiro, John, GB et Hiro. Et partira à la rencontre de son père, à travers les nombreux obstacles barant sa route en tant que Leader.